# 瀧野川八幡神社

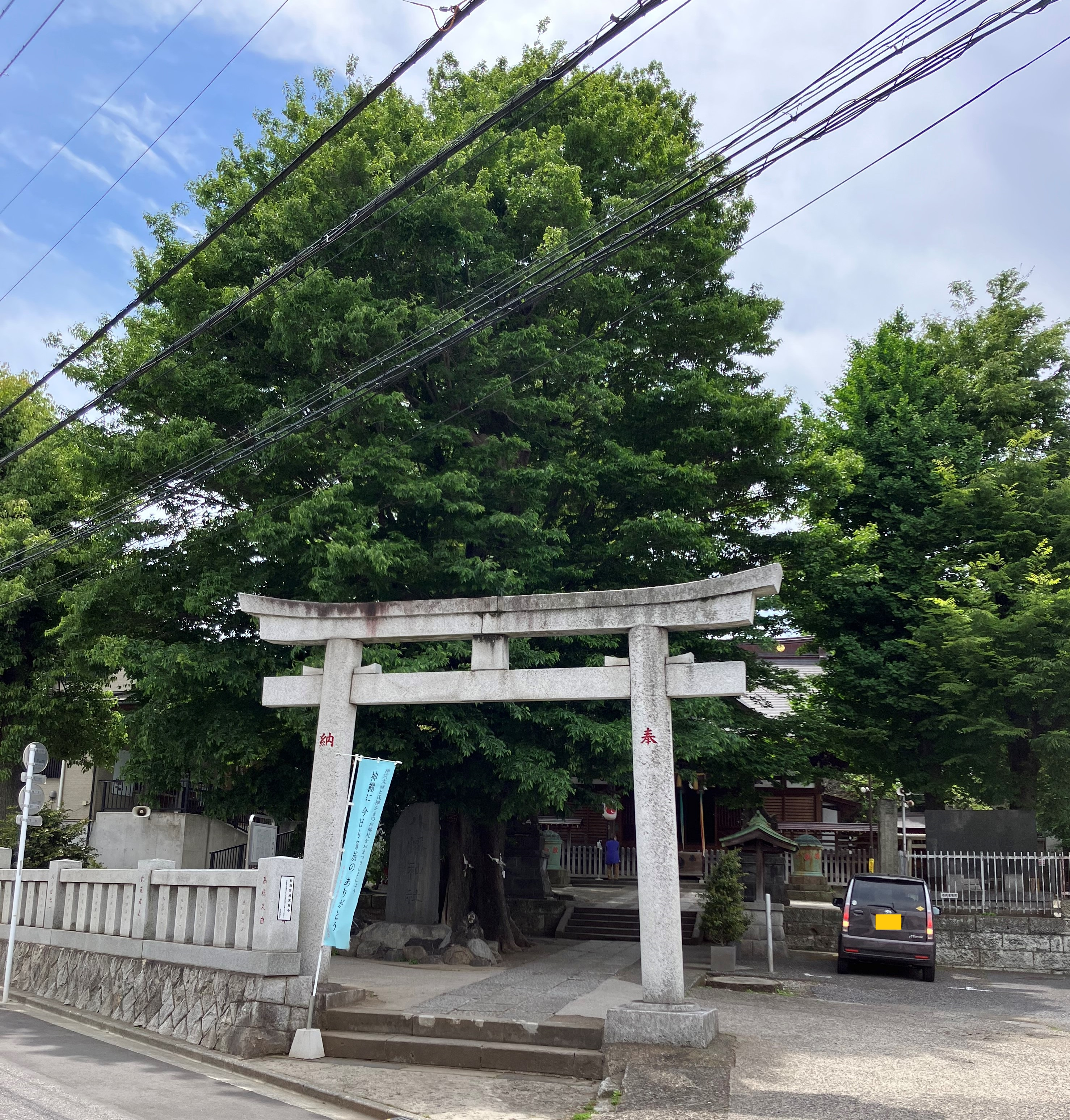
鳥居

瀧野川八幡神社（たきのがわはちまんじんじゃ）は東京都北区の神社。

## 概要
創建年代は不明であるが、一説では1202年（建仁2年）といわれている。旧別当寺は金剛寺である。
当社は滝野川村の鎮守であった。江戸時代より滝野川村は野菜の種子の生産が盛んであり、明治以降も数多くの種子問屋が置かれ、東京種子同業組合の会合場所として当社の社務所が使われた。そこでは戦前まで種子の価格が決められたという。
当社の裏は、縄文時代の貝塚「滝野川八幡社裏貝塚」がある。1893年（明治26年）、鳥居龍蔵らによって発見された。

## 交通アクセス
- 西巣鴨駅より徒歩7分。